# Buitres, la cara salvaje del capitalismo
Buitres, la cara salvaje del capitalismo es una película de Argentina filmada en colores dirigida por Mariano Mucci sobre su propio guion escrito en colaboración con Joe Goldman y Julieta Dussel que se estrenó el 28 de enero de 2021.

## Sinopsis
El director sigue al periodista norteamericano Joe Goldman, que desde su perspectiva intenta aproximarse a la cuestión de la deuda externa argentina y la inflación utilizando entrevistas y la voz en off.

## Entrevistados
Participaron del filme los siguientes entrevistados:
- Joe Goldman
- Martín Guzmán
- Axel Kicillof
- Rafael Correa
- Greg Palast
- Adrián Paenza

Joe Goldman es un periodista estadounidense que se radicó en el país y es columnista de Página/12, también trabaja en este diario Alfredo Zaiat, Axel Kicillof fue ministro de Economía en la presidencia de Cristina Fernández de Kirchner, Martín Guzmán ejerce el mismo cargo en la presidencia de Alberto Fernández y el matemático Adrián Paenza, que desde hace 35 años, reside la mayor parte del tiempo en la ciudad de Chicago, Estados Unidos,  es columnista especial de Página/12 y en 2019 trabaja como redactor en el portal periodístico Cohete a la Luna, dirigido por Horacio Verbitsky.

## Comentarios
Cristian Ariel Mangini en el sitio web funcinema.com.ar opinó:

”… carece de valor estético, la investigación… es precaria, el relato que construye es superficial y las nociones pedagógicas para comprender el tema son enormemente simplistas o crípticas cuando pretenden levantar vuelo. Uno puede estar de acuerdo con algunos de los planteos…pero como documental se trata de un ejercicio cinematográfico tan pobre que...no la vean…. hace un recorte histórico que es más acorde a la construcción de un relato político sobre la deuda que una visión rica y totalizadora…: no hay una visión alternativa a la restructuración y pago de la deuda ni se cuestiona la ilegitimidad, de la misma forma que tampoco aparecen voces y testimonios (no recortes televisivos editados con una sutileza paupérrima) que nos permitan tener una perspectiva de lo que representan los “buitres”. Hay una enorme pereza en el lineamiento estético…Si quieren saber de la deuda externa vean este documental para aprender también a ver entre sus rendijas más allá del mismo.